# شهرستان کترون (نیومکزیکو)

شهرستان کترون، نیومکزیکو از شهرستان‌های ایالت نیومکزیکو است که در نواحی شرقی این ایالت جای گرفته. بر طبق آمارهای سال ۲۰۱۰ از اداره آمار آمریکا، جمعیت این شهر برابر بود با ۳.۷۲۵ نفر و مساحتی معادل ۱۷.۹۴۶ کیلومترمربع را شامل می‌شد.
این شهرستان از نظر مساحت، بزرگ‌ترین شهرستان نیومکزیکو بوده و مرکزیتش را شهر رزرو بر عهده دارد.